# آفتاب‌پرست شاخ‌کوتاه
آفتاب‌پرست شاخ‌کوتاه (نام علمی: Calumma brevicorne) نام یک گونه از خانواده آفتاب‌پرست است.